# Hugo Rodríguez González
Hugo Rodríguez González (San Fernando, 27 de febrero de 1963) es un militar chileno, que ejerce como comandante en jefe de la Fuerza Aérea de Chile desde el 5 de noviembre de 2022 y se mantendrá en este hasta la misma fecha del 2026.

## Vida
Es hijo de Hugo Rodríguez Maturana y de Luz González Lagos. Estudió en el colegio de lo Hermanos Maristas, "Instituto San Fernando" de dicha ciudad. Estudió en la Academia de Guerra Aérea de la Fach. Está casado y es padre de 2 hijos.

## Antecedentes Militares
- Piloto de guerra (helicópteros).
- Oficial de Estado Mayor de la Academia de Guerra Aérea.
- Ingeniero de Ejecución en Sistemas Aeronáuticos, mención Piloto de Guerra de la Academia de Guerra Aérea.
- Curso teórico en material Black Hawk en Estados Unidos.
- Curso de Ejercitación de Estados Mayores Aéreos Combinados en Argentina.[2]

### Destinaciones relevantes
- Comandante del Grupo de aviación N° 2.
- Comandante de la Unidad de Helicópteros en la Misión de Estabilización de las Naciones Unidas en Haití (MINUSTAH).
- Agregado militar aéreo en Brasil.
- Director de la Escuela de Aviación "Capitán Manuel Ávalos Prado".
- Director de Inteligencia y Comandante de la Guarnición General Aérea de Santiago.
- Comandante del Comando de Personal.[3]

## Antecedentes Militares
- 1982: Cadete Escuela de Aviación del Capitán Manuel Ávalos Prado
- 1985: Alférez
- 1986: Subteniente
- 1989: Teniente
- 1994: Capitán de Bandada
- 2000: Comandante de escuadrilla
- 2005: Comandante de grupo
- 2009: Coronel de Aviación
- 2014:Comodoro de Aviación
- 2016: General de Brigada Aérea
- 2018: General de Aviación
- 2022: General del Aire

## Medallas y condecoraciones
- Condecoración Presidente de la República:

1. Collar de la Gran Cruz.
2.  Gran Oficial.
- Estrella Militar de las Fuerzas Armadas.

1.  Gran Estrella Al Mérito Militar (30 años).
2.  Estrella Al Mérito Militar (20 años).
3.   Estrella Militar (10 años).
- Gran Cruz de la Victoria.

- Cruz de la Victoria.

- Cruz al Mérito Aeronáutico de Chile

1.  Gran Cruz al Mérito Aeronáutico.
2.   Cruz al Mérito Aeronáutico.
3.  Cruz al Vuelo Distinguido.
- Gran Estrella Fuerza Aérea de Chile Al Mérito Militar (40 años).

- Minerva (Academia de Guerra Aérea).

- Gran Oficial de la Orden del Mérito Aeronáutico ( Brasil).

- Medalla al Mérito Santos Dumont ( Brasil).

## Comandante en jefe de la FACh
Designado por el presidente Gabriel Boric, el 21 de octubre de 2022, asume el 5 de noviembre, como comandante en jefe de la Fuerza Aérea de Chile, con el grado de general del Aire.
| Predecesor: Arturo Merino Núñez | Comandante en jefe de la Fuerza Aérea de Chile 2022 - | Sucesor: En el cargo |

## Antecedentes Militares
- 1977: Cadete Escuela de Aviación del Capitán Manuel Ávalos Prado
- 1980: Alférez
- 1981: Subteniente
- 1984: Teniente
- 1989: Capitán de Bandada
- 1998: Comandante de escuadrilla
- 2002: Comandante de grupo
- 2005: Coronel de Aviación
- 2011: General de Brigada Aérea
- 2013: General de Aviación
- 2018: General del Aire